# 截鳞薹草
截鳞薹草（学名：Carex truncatigluma）为莎草科薹草属的植物。分布在马来半岛、台湾岛、越南以及中国大陆的福建、江西、云南、广西、四川、安徽、湖南、贵州、浙江、海南、广东等地，生长于海拔500米至1,200米的地区，多生在林中山坡草地及溪旁。

## 亚种
喙果薹草（学名：Carex truncatigluma subsp. rhynchachaenium）是莎草科薹草属截鳞薹草的亚种。分布于越南、台湾岛、菲律宾等地。